# 短嘴极乐鸟属
短嘴极乐鸟属（学名：Cnemophilus）是短嘴极乐鸟科下的一个属。

## 下属物种
本属包括以下物种：
- 黑短嘴极乐鸟 Cnemophilus loriae (Salvadori, 1895)
- 黑腹短嘴极乐鸟 Cnemophilus macgregorii De Vis, 1890
- Cnemophilus sanguineus Iredale, 1948